# Municipio de Pelham
El municipio de Pelham (en inglés: Pelham Township) es un municipio ubicado en el  condado de Caswell en el estado estadounidense de Carolina del Norte. En el año 2000 tenía una población de 3.470 habitantes.

## Geografía
El municipio de Pelham se encuentra ubicado en las coordenadas 36°30′41.94″N 79°26′56.62″O / 36.5116500, -79.4490611.